# Karin Miyawaki
Pour les articles homonymes, voir Miyawaki.
Karin Miyawaki (宮脇 花綸, Miyawaki Karin), née le 4 février 1997 à Tokyo, est une escrimeuse japonaise spécialiste du fleuret.

## Carrière
Miyawaki commence l'escrime à l'âge de 5 ans car avec sa soeur aînée, elle voulait faire du kendo mais aucun club n'existait près de chez elles, sa mère les as alors inscrit en escrime. Elle fait des études en économie à l'Université Keiō.
Aux Jeux olympiques de la jeunesse de 2014, Karin Miyawaki remporte une médaille d'argent en fleuret individuel, perdant en finale 7-6 face à l'Américaine Sabrina Massialas. Quelques jours plus tard, elle remporte l'or en équipes mixtes.
En 2018 aux Jeux asiatiques, elle remporte la médaille d'or en fleuret par équipes avec Sera Azuma, Komaki Kikuchi et Sumire Tsuji. Elle est également médaillée de bronze en fleuret par équipes lors des championnats du monde d'escrime 2023.
Lors des Jeux olympiques d'été de 2024, elle remporte la médaille de bronze fleuret par équipes, ramenant la première médaille du Japon dans cette catégorie.

## Palmarès

### Jeux olympiques
- Jeux olympiques d'été de 2024 à Paris :
  -  médaille de bronze en fleuret par équipes

### Championnats du monde
- Championnats du monde 2023 à Milan :
  -  médaille de bronze en fleuret par équipes

### Jeux asiatiques
- Jeux asiatiques de 2022 à Hangzhou :
  -  médaille de bronze en fleuret par équipes
- Jeux asiatiques de 2018 à Jakarta :
  -  médaille d'or en fleuret par équipes
- Jeux asiatiques de 2014 à Incheon :
  -  médaille de bronze en fleuret par équipes

### Championnats d'Asie
- Championnats d'Asie d'escrime 2024 à Koweït :
  -  médaille d'or en fleuret par équipes

### Jeux olympiques de la jeunesse
- Jeux olympiques de la jeunesse à Nankin :
  -  médaille d'or par équipes
  -  médaille d'argent en fleuret